# Sant Pere de Ger
Sant Pere de Ger és una antiga capella en ruïnes que està situada el barri de Sant Pere del municipi de Ger, a la comarca de la Baixa Cerdanya.

## Història
L'origen de Sant Pere era una antiga capella comtal, situada a prop de l'Strata Francisca.
Es troba documentada el 965, una petita comunitat clerical.
L'any 978 el comte Borrell II, d'Urgell i Cerdanya, la cedí, juntament amb un mas, a Sant Serní de Tavèrnoles.
L'any 1040, en l'acta de consagració de Sant Serni de Tavèrnoles, és esmentada com a cel·la monàstica depenent d'aquell.
El 1268 el lloc encara pertanyia a Sant Serni de Tavèrnoles, però sense rastre de la comunitat local.

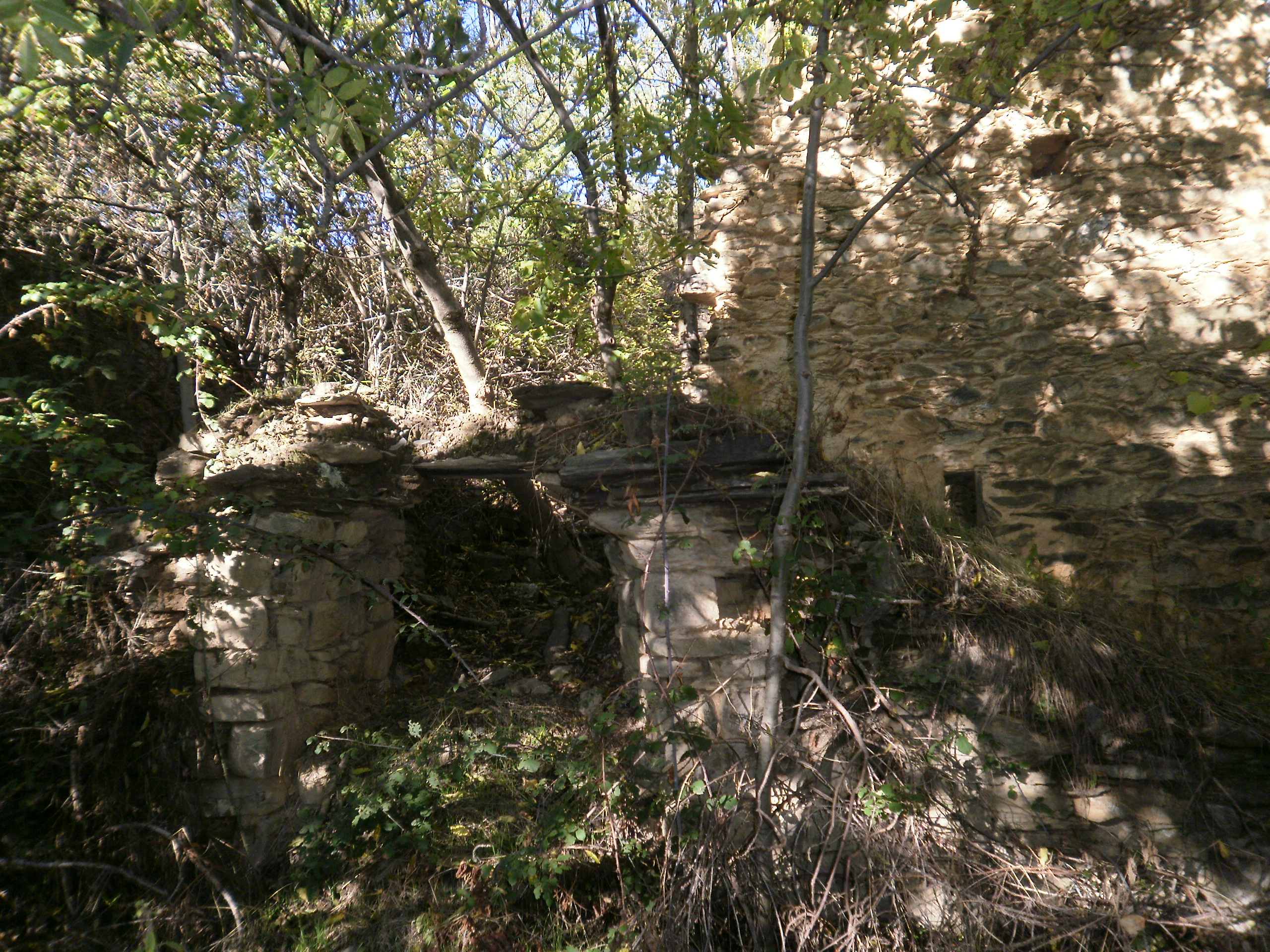
Façana Ponent de les ruïnes de Sant Pere de Ger

## Edifici
De l'antiga capella de Sant Pere de Ger, en ruïnes, només en queden les parets nord i est (aquesta darrera amb un porta senzilla) i la paret sud (mig esfondrada). Les restes que es conserven semblen d'època moderna.